# Lawe Sigala Timur
Lawe Sigala Timur is een bestuurslaag in het regentschap Aceh Tenggara van de provincie Atjeh, Indonesië. Lawe Sigala Timur telt 757 inwoners (volkstelling 2010).